# Relaciones Colombia-Honduras
Las relaciones Colombia-Honduras son las relaciones diplomáticas entre la República de Colombia y la República de Honduras. Ambos gobiernos mantienen una relación amistosa desde el siglo XIX.

## Historia
Ambos gobiernos establecieron relaciones diplomáticas en 1825. En 1980 ambos países firmaron la Comisión Mixta en materia de Drogas. Colombia presidió la sesión en la que se le permitió el reingreso a Honduras a la Organización de Estados Americanos en 2011.

## Relaciones económicas
Colombia exportó productos por un valor de 95 676 miles de dólares, siendo los principales productos de químicos, maquinaria y productos agroindustriales; mientras que Honduras exportó productos por un valor de 44 768 miles de dólares, siendo los principales productos café, de confección y productos agropecuarios.

## Representación diplomática
- Colombia tiene una embajada en Tegucigalpa.[6]
- Honduras tiene una embajada en Bogotá.[7]

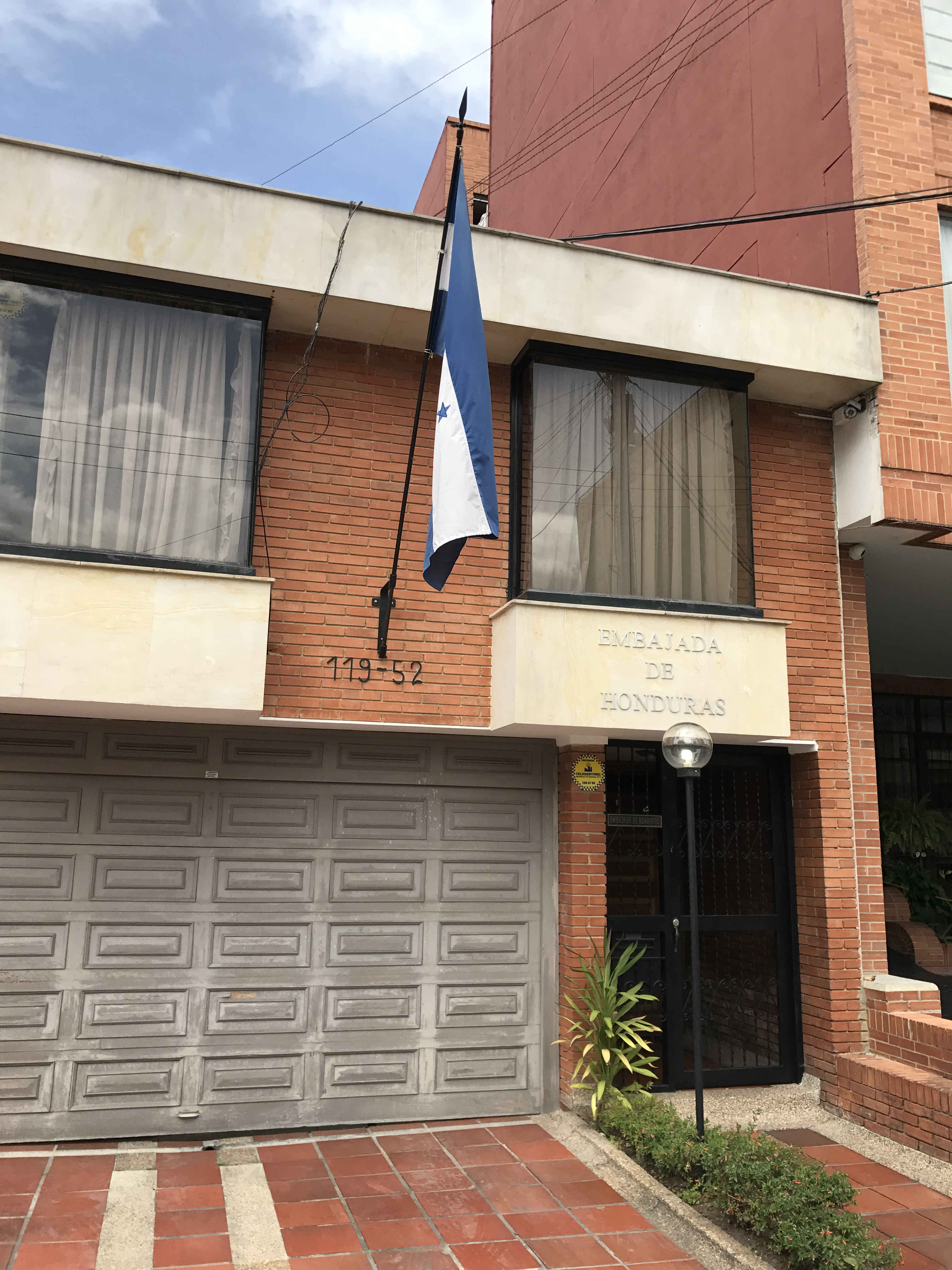
Embajada de Honduras en Bogotá